# Episodi di Life Sentence
La prima e unica stagione della serie televisiva Life Sentence è stata trasmessa in prima visione negli Stati Uniti d'America da The CW dal 7 marzo al 15 giugno 2018.
In Italia la stagione è stata trasmessa su Premium Stories dal 31 ottobre 2018 al 23 gennaio 2019.
| nº | Titolo originale                         | Titolo italiano                              | Prima TV USA   | Prima TV Italia  |
| -- | ---------------------------------------- | -------------------------------------------- | -------------- | ---------------- |
| 1  | Pilot                                    | Un funerale mancato                          | 7 marzo 2018   | 31 ottobre 2018  |
| 2  | Re-Inventing the Abbotts                 | Una famiglia quasi perfetta                  | 14 marzo 2018  | 7 novembre 2018  |
| 3  | Clinical Trial and Error                 | Cure sperimentali                            | 21 marzo 2018  | 14 novembre 2018 |
| 4  | How Stella Got Her Groove On             | Ricominciare a vivere                        | 28 marzo 2018  | 21 novembre 2018 |
| 5  | Wes Side Story                           | A proposito di Wes                           | 4 aprile 2018  | 28 novembre 2018 |
| 6  | Who Framed Stella Abbott?                | Chi ha incastrato Stella Abbott?             | 27 aprile 2018 | 5 dicembre 2018  |
| 7  | Our Father, the Hero                     | Nostro padre, che eroe!                      | 4 maggio 2018  | 12 dicembre 2018 |
| 8  | Sleepless Near Seattle                   | Insonnia d'amore verso Seattle               | 11 maggio 2018 | 19 dicembre 2018 |
| 9  | What To Expect When You're Not Expecting | Che cosa aspettarsi quando non te lo aspetti | 18 maggio 2018 | 26 dicembre 2018 |
| 10 | The Way We Work                          | Il matrimonio che vorremmo                   | 25 maggio 2018 | 2 gennaio 2019   |
| 11 | Frisky Business                          | Affari movimentati                           | 1º giugno 2018 | 9 gennaio 2019   |
| 12 | Love Factually                           | L'amore per davvero                          | 8 giugno 2018  | 16 gennaio 2019  |
| 13 | Then and Now                             | Il futuro e il presente                      | 15 giugno 2018 | 23 gennaio 2019  |

## Un funerale mancato
- Titolo originale: Pilot
- Diretto da: Lee Toland Krieger
- Scritto da: Erin Cardillo e Richard Keith

### Trama
Stella Abbott è una ragazza malata di cancro terminale da ormai 8 anni che, da quando le è stato diagnosticato, ha vissuto ogni giorno della sua vita come fosse l'ultimo: la sua famiglia le è sempre stata vicina e l'ha aiutata ad affrontare le difficoltà, ha sposato da sei mesi un affascinante ragazzo britannico di nome Wes, conosciuto durante un viaggio a Parigi, ed ora si appresta ad organizzare una festa per il suo funerale, soddisfatta e preparata all'idea della morte. Quando tuttavia scopre di essere guarita la sua vita inizia a cambiare per il peggio: negli ultimi anni la sua famiglia le ha mentito per favorire le sue possibilità di sconfiggere la malattia, in realtà il matrimonio dei genitori è alla deriva, suo padre Peter è sommerso dai debiti e dovrà vendere la casa per pagarle le spese mediche, sua madre Ida ha iniziato una relazione omosessuale con la sua madrina Poppy, sua sorella Elizabeth ha dovuto rinunciare alla sua carriera da scrittrice per starle accanto mentre suo fratello Aiden ha usato il cancro di Stella come espediente per spingere donne dispiaciute ad andare a letto con lui mettendone incinta una. Inoltre, Stella si rende conto di non conoscere affatto suo marito che le ha tenuto nascosto i suoi gusti e i suoi desideri pur di assecondarla e renderla felice. Dopo aver tentato, infruttuosamente, di risolvere le cose facendo un tragicomico discorso alla festa di ringraziamento del dottore che l'ha curata, Stella torna alla sua vecchia stanza d'ospedale e si confida con un'altra malata di cancro, Sadie, realizzando che Wes sarà sempre al suo fianco e trovando dunque la forza di affrontare una vita ed un futuro incerto.
- Altri interpreti: Claudia Rocafort (Poppy), Anna Enger (Dr. Helena Chang), Nadej k Bailey (Sadie), Noor Anna Maher (Fiona), Emanuel Eaton (Frank), John Atwood (leader del gruppo autocratico), Annie Jacob (collega insolente), Chris Mason (manager scorbutico), Matt Mercurio (Manny), Alyshia Ochse (Marlene).
- Ascolti USA: telespettatori 0.670 000[1]